# Agnete Marcussen
Agnete Marcussen (Nibe, 22 settembre 1999) è una calciatrice danese, difensore del Como.

## Carriera

### Club
Marcussen si avvicina al mondo del calcio fin da giovanissima, passione condivisa con la sorella gemella Beate, iniziando la carriera nelle giovanili del Nibe BK, la società polisportiva della città dove nasce e cresce con i genitori, giocando in formazioni miste fino ai 13 anni d'età.
Nel 2012 si trasferisce all'Aalborg per giocare nella sua prima squadra interamente femminile, con la quale rimane fino al 2017.
Durante la sessione estiva di calciomercato 2017, lei e la sorella decidono di legarsi al neoistituito Thy-Thisted Q, firmando un contratto con il club iscritto al suo esordio alla 1. division, secondo livello del campionato danese di categoria, dal campionato 2017-2018. Alla loro prima stagione le gemelle Marcussen contribuiscono a far raggiungere alla sua squadra il primo posto nella serie cadetta e la conseguente promozione in Elitedivisionen dal campionato successivo. Rimangono al club di Thisted per altre quattro stagioni, con la squadra non solo sempre in grado di conquistare un'agevole salvezza ma anche di raggiungere importanti piazzamenti in Coppa di Danimarca, giocando tre finali consecutive tra il 2020 e 2022, con quella del 2021 vinta 2-1 sulle avversarie del Brøndby
Ancora una volta assieme, nell'aprile 2022 si trasferiscono alle neocampionesse di Danimarca del HB Køge, condividendo nuovamente il percorso che, in quella loro prima stagione, le porterà a conquistare il primo titolo di Elitedivisionen. A disposizione del tecnico Søren Randa-Boldt, Agnete viene impiegata fin dal primo incontro di campionato in programma, rilevando Cornelia Kramer all'inizio del secondo tempo dell'incontro casalingo vinto 2-1 sul Brøndby. Fa inoltre il debutto in UEFA Women's Champions League, giocando entrambi gli incontri del gruppo 4 al primo turno di qualificazione all'edizione 2023-2024 prima dell'eliminazione delle danesi dal torneo. La carriera delle due gemelle si separa nell'inverno 2023, con Beate che lascia la squadra per le norvegesi del Rosenborg e Agnete che, dopo aver raggiunto le 40 presenze in campionato, decide di non rinnovare il contratto con il club.
Il 16 agosto 2024, viene annunciato il suo ingaggio a titolo definitivo da parte del Como, in Serie A, con cui firma un contratto biennale.

## Statistiche

### Presenze e reti nei club
Statistiche (parziali) aggiornate all'11 maggio 2025.
| Stagione        | Squadra         | Campionato      | Campionato | Campionato | Coppe nazionali | Coppe nazionali | Coppe nazionali | Coppe internazionali | Coppe internazionali | Coppe internazionali | Altre coppe | Altre coppe | Altre coppe | Totale | Totale |
| Stagione        | Squadra         | Comp            | Pres       | Reti       | Comp            | Pres            | Reti            | Comp                 | Pres                 | Reti                 | Comp        | Pres        | Reti        | Pres   | Reti   |
| --------------- | --------------- | --------------- | ---------- | ---------- | --------------- | --------------- | --------------- | -------------------- | -------------------- | -------------------- | ----------- | ----------- | ----------- | ------ | ------ |
| 2022-2023       | HB Køge         | E               | 17         | 0          | CD              | ?               | ?               | UWCL                 | 0                    | 0                    | -           | -           | -           | 17+    | 0+     |
| 2023-2024       | HB Køge         | E               | 23         | 0          | CD              | ?               | ?               | UWCL                 | 2                    | 0                    | -           | -           | -           | 25+    | 0+     |
| Totale HB Koge  | Totale HB Koge  | Totale HB Koge  | 40         | 0          | -               | ?               | ?               | -                    | 2                    | 0                    | -           | -           | -           | 42+    | 0+     |
| 2024-2025       | Como            | A               | 23         | 0          | CI              | 1               | 0               | -                    | -                    | -                    | -           | -           | -           | 24     | 0      |
| Totale carriera | Totale carriera | Totale carriera | 63+        | 0+         | -               | 1+              | 0               | -                    | 2                    | 0                    | -           | -           | -           | 66+    | 0+     |

## Palmarès

### Club
- Campionato danese femminile di seconda divisione: 1

Thy-Thisted Q: 2017-2018
- Coppa di Danimarca: 1

Thy-Thisted Q: 2020-2021